# باقرآباد (مشکان)
باقرآباد یکی از روستاهای دهستان مشکان بخش مشکان  (بخش پشتکوه سابق) شهرستان نی‌ریز استان فارس است.

## جمعیت
جمعیت این روستا بر طبق سرشماری سال ۱۳۸۵، برابر با ۲۱۵۲ نفر(۵۵۳ خانوار) بوده‌است.